# Lunaforrás
Lunaforrás település Romániában, Szatmár megyében.

## Fekvése
Avasfelsőfalu mellett fekvő település.

## Története
Lunaforrás 1956 előtt Avasfelsőfalu része volt, sorsa 1956-ig annak sorsával azonos.
1910-ben Avasfelsőfalu részeként Szatmár vármegye Avasi járásához tartozott.
1956-ban vált külön Avasfelsőfalu városától.
1910-ben Avasfelsőfalu részeként Szatmár vármegye Avasi járásához tartozott.
1956-ban 147 lakosa volt.
2002-ben 596 lakosából 595 román, 1 magyar volt. Ebből 408 görögkeleti ortodox, 19 görögkatolikus, 9 római katolikus volt.